# Демарин, Массимо
Массимо Демарин (хорв. Massimo Demarin, род. 25 августа 1979, Пула, Истрийская жупания) — хорватский шоссейный велогонщик.

## Карьера
Чемпион Хорватии в групповой гонке и многократный призёр в групповой и индивидуальной гонках.
Одержал победу на Дорогах короля Николы.

## Достижения
1999
5-й этап на Тур Хорватии
2000
2-й на Чемпионат Хорватии — групповая гонка
2002
 Чемпион Хорватии — групповая гонка
2-й этап Ядранска Магистрала
2003
3-й на Чемпионат Хорватии — групповая гонка
3-й на Чемпионат Хорватии — индивидуальная гонка
2004
3-й на Чемпионат Хорватии — групповая гонка
Дороги короля Николы
1-й в генеральной классификации
2-й этап
2005
1-й этап (TTT) на Дороги короля Николы
2006
2-й на Чемпионат Хорватии — групповая гонка
2013
2-й на Чемпионат Хорватии — индивидуальная гонка

## Рейтинги
| Год                 | 2005   | 2006  | 2007 | 2008  | 2009  | 2010 | 2011 | 2012 | 2013  |
| ------------------- | ------ | ----- | ---- | ----- | ----- | ---- | ---- | ---- | ----- |
| Европейский тур UCI | 1281-й | 487-й | -    | 686-й | 808-й | -    | -    | -    | 859-й |
|                     |        |       |      |       |       |      |      |      |       |
| Источник: UCI       |        |       |      |       |       |      |      |      |       |